# Cambridgea fasciata
Cambridgea fasciata är en spindelart som beskrevs av Ludwig Carl Christian Koch 1872. Cambridgea fasciata ingår i släktet Cambridgea och familjen Stiphidiidae. Inga underarter finns listade.